# David Grahame
David Grahame nacido en 1957, Long Island, New York, es un músico estadounidense de pop rock.

## Biografía

### Inicio de su carrera
Consiguió su primera guitarra en 1969, admiraba tanto a los Beatles como a los Rolling Stones, Jimi Hendrix y Crosby, Stills, Nash & Young. Comenzó su carrera musical en los años 70 interpretando a Paul McCartney en el musical de Broadway Beatlemania, convirtiéndose éste en el primer tributo a la banda. Tenía 19 años en ese entonces. También durante los 70's frecuentaba clubes como el Folk Den y el Back Fence, donde se encontraba regularmente con artistas pop como Mark Johnson y The Smithereens. A finales de la década abandona Broadway para incursionar como integrante de la banda neoyorquina The Mix llegando a actuar como telonero para Elvis Costello y The Pretenders. Estuvo envuelto en varios proyectos musicales y sesiones de grabación en la ciudad de Nueva York, hasta que se va a Los Ángeles en 1988 y de nuevo se traslada definitivamente a la costa oeste en 1990. Coescribe la canción To Be With You interpretada por Mr. Big que permanece 17 semanas en las listas del Billboard, quedando en el puesto número uno por un período de tres semanas en enero/febrero de 1992.

### Solista
El éxito del tema lo provee del capital suficiente para continuar con su carrera musical lanzando los álbumes Toy Plane, Beatles School Graduate Class of ‘70, One Brick Short y The Power Station Sessions 1982-1986, apareciendo sus canciones en populares series de televisión (“Providence,” “Ed,” “Party of Five” y “Dawson's Creek”) y en bandas sonoras de varios filmes. Artista de culto, es aclamado por amantes del power pop.

## Discografía
- Toy Plane (1998)
- Beatle School Graduate Class of 1970 (1999)
- One Brick Short (2001)
- The Power Station Sessions 1982-1986 (2001)
- Emitt Road (2002)
- DT And The Disagreeables (2003)
- Eric (2004)
- Shout Heard 'Round the World - The Lost EMI Album (2005)
- Supergenius - The Best of David Grahame (2005)
- Welcome To The Dark Ages (6-Song EP) (2006)
- Grahame Steinberg con Lane Steinberg (2012)
- Toy Plane II (2014)
- Grahame Steinberg 2 con Lane Steinberg (2014)
- Grahame Steinberg 3 con Lane Steinberg (2014)